# Nazim Belkhodja
Nazim Belkhodja (en arabe : ناظم بلخوجة), né le 1er février 1990, est un nageur algérien. 

## Carrière
Nazim Belkhodja dispute les Jeux de la solidarité islamique de 2013 à Palembang, où il remporte la médaille d'argent du 4 x 100 mètres nage libre.
Aux Jeux africains de 2015 à Brazzaville, il est médaillé de bronze des relais 4 x 100 mètres nage libre messieurs et 4 x 100 mètres nage libre mixte.